# Albany Creek
Albany Creek è un sobborgo situato nel Queensland, stato dell'Australia, e contenuto nella Local Government Area della regione di Moreton Bay.